# Adenophora stenophylla
Adenophora stenophylla är en klockväxtart som beskrevs av William Botting Hemsley. Adenophora stenophylla ingår i släktet kragklockor, och familjen klockväxter. Inga underarter finns listade i Catalogue of Life.